# Martín de Jesús o de La Coruña
Martín de Jesús o de la Coruña conocido como Martín Jesús fue un fraile franciscano de la primera misión de evangelización de Nueva España, la cual llegó el 13 de mayo de 1524. En 1525 fue enviado a Michoacán después del capítulo que los franciscanos acordaron en Huejotzingo y fue guardián del convento de Tzintzuntzan (Ciudad de Mechuacan).
Fray Martín fue el primer prelado y custodio de la iglesia de la provincia y reino de Mechoacan, año de 1525, juntamente con el cacique, señor de aquella tierra el cual fue a México a pedir ministros, para la conversión y enseñanza de sus naturales. Fray Martin de la Coruña fue el primer evangelizador, donde se mostró verdadero discípulo de Jesucristo, edificando iglesias, destruyendo templos idolátricos, quebrantando ídolos infernales, de los cuales juntó muchos, que eran de oro y plata y piedras de mucho valor; y haciendo montón de todos los echó en la profunda y honda laguna, que llaman de Cizontzan, no estimando el oro que tanto entonces codiciaban nuestros españoles; porque con su menosprecio y ultraje fuera Dios más conocido y estimado y todo lo que pudo quemar, echó en un gran fuego, que mandó hacer en medio de la plaza.
Murió en el convento de Pátzcuaro, donde se encuentran sus restos.